# Evelyn Herrera
Evelyn Herrera (Phoenix, Arizona, 10 de abril de 1985) es una cantante y compositora estadounidense de ascendencia mexicana y canta música cristiana. Es reconocida como parte del dúo Tercer Cielo, donde han sido nominados a múltiples premios como los Grammy Latinos, Billboard, Soberano, Arpa, AMCL, entre otros. Desde 2016, posee una línea de cuidado de piel y cabello, Beautified by Evelyn Herrera.

## Carrera musical
Comenzó a cantar desde muy pequeña en la iglesia en la que su padre ejercía como pastor. Aprovechó ese talento musical que tenía para cantar y componer. Evelyn inició su carrera como solista grabando en 1999 con un estilo balada, Sin Amor Nada Soy, y Cinco sentidos.
Después de que Marcos Yaroide uno de los fundadores e integrantes principales del grupo Tercer Cielo decidiera lanzarse como solista y abandonar el grupo, fue ésta quién se unió y partir de 2007 forma parte del grupo de Tercer Cielo, junto con su esposo y comenzaron a ser conocidos por canciones como «Yo Te Extrañare», «Cada Día», entre otros temas que brillaron por la calidad interpretativa y sonora.
Desde entonces, Evelyn ha grabado como parte del grupo Tercer Cielo, el cual ha alcanzado la aceptación de seguidores no solo del ambiente musical cristiano sino del mainstream comercial.
En 2017, lanzó su último álbum como solista titulado En adoración, siendo un recopilatorio de sus primero álbumes. Recientemente, colaboró en canciones como solista, aunque aparece acreditado como Tercer Cielo, algunos de estos temas son «El Dios de lo Extraordinario» con Inlight, «Me dejo abrazar» junto a Damaris Guerra, «Ser tu mamá», y «Aunque lejos estés».

## Vida privada
Evelyn es la esposa del cantante cristiano Juan Carlos Rodríguez, a quien conoció cuando fue invitado a producir un proyecto musical para ella. Y, después de dos años de noviazgo, en el año 2006 se casó con él en República Dominicana.
En 2009 tuvo a su primera hija Mia Channel, y luego en 2013 otra niña.

## Discografía
| Álbumes de estudio Como solista - 2001: Sin Amor nada soy - 2004: Cinco Sentidos - 2017: En Adoración Como Tercer Cielo - 2007 "Llueve" - 2008 "Hollywood" - 2009 "Gente común, sueños extraordinarios" - 2011 "Viaje a las estrellas" - 2012 "Lo que el viento me enseñó" - 2014 "Irreversible" - 2018 "Momentos en el tiempo" EP´s - 2008 "Es Navidad" En Vivo - 2010 "En concierto "Creeré"" (CD y DVD) | Sencillos - «Por un milagro» - «Aunque lejos estés» - «Eres» - «El uno para el otro» - «Yo te extrañaré» - «Mi último día» - «Si no estás junto a mí» - «Creeré» - «Entre tu y yo» - «Exagerado amor» - «Tu amor no es de este mundo» - «Demente» (con Annette Moreno) - «No estoy solo» - «Lo que soy se debe a ti» - «Ser tu mamá» | Otros sencillos/canciones - «Solo por Ti» (con Manny Montes) - «Enamorados» - «Creeré (Remix)» (con R Kelly) - «Lindo viaje» - «Un día mejor» - «Ser tu héroe» Colaboraciones: - «Cada día II»(de Romy Ram) - «Dame más de ti» (de Deborah Pruneda) (Esta canción está incluida en el disco de Deborah Pruneda "Mis Mejores Días" como en el de Tercer Cielo "Lo Que El Viento Me Enseñó") - «Alzo mi voz» (de Tito el Bambino) - «Me dejo abrazar» (con Damaris Guerra) - «El Dios de lo Extraordinario» (con Inlight) - «Por un milagro» (con Aimee Kelly) - «Aunque lejos estés» |